# Cattedrale di Nostra Signora di Fátima (Karaganda)
La cattedrale di Nostra Signora di Fátima (in russo Собор Пресвятой Девы Марии Фатимской?, Sobor Presvjatoj Devy Marii Fatimskoj) è la cattedrale cattolica di Karaganda, in Kazakistan. È sede della diocesi di Karaganda dei fedeli di rito latino (eretta nel 1991 come amministrazione apostolica divenuta poi diocesi nel 1997), è stata costruita tra il 2003 e il 2012 ed è stata consacrata dal cardinale Angelo Sodano il 9 settembre 2012.
Non si confonda questa cattedrale con l'altra cattedrale cattolica di Karaganda, dedicata alla Protezione della Beata Vergine Maria, facente capo all'amministrazione apostolica del Kazakistan e dell'Asia Centrale per i fedeli di rito greco-cattolico.